# アッシリアの日食

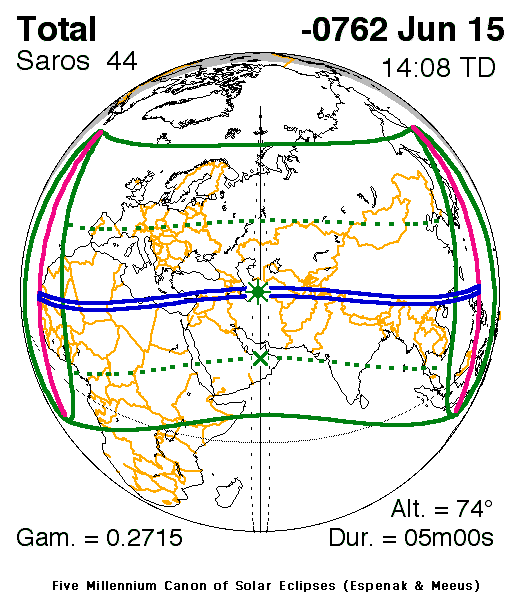

アッシリアの日食（アッシリアのにっしょく）またはブル・サガレの日食（ブル・サガレのにっしょく）とは、新アッシリア帝国のエポニム表に記録されている日食で、アッシュル・ダン3世の治世の10年目に発生した可能性が最も高いと考えられている。この日食は紀元前763年6月15日（先発ユリウス暦）に発生したものに同定されている。

## 歴史的記録
アッシリアの史料にある記録は簡潔であり、次のように読める。
グザナのブル・サガレ（Bur-Sagale）[の年]。アッシュル市で反乱があった。シマヌの月、日食が起きた。
該当する部分で使われているアッシリア語の単語「シャマシュ」（shamash、太陽）と「アカッル」（ akallu、曲がった、ねじれた、ねじ曲がった、歪んだ、隠された) という単語は19世紀半ばに初めて楔形文字が解読されて以来、日食があったという証拠として解釈されている。「ブル・サガレ（Bur-Sagale'）」（「ブル・サッギレ（Bur-Saggil）」「プル・サガレ（Pur-Sagale）」「パル・サガレ（Par-Sagale）」などと表記される場合もある）という名前は当時のリンム表で使われていたリンムの名前である。

## 現代の研究
1867年に、英国のヘンリー・ローリンソンは紀元前763年6月15日（シマヌの月は太陰暦における5/6月に対応する）に起きた日食をアッシリアの日食の最有力候補として同定した。アッシリア北部では、この日食は正午の直前に見られた。それ以来、この発生日の同定は広く受け入れられている。同じ時期の他の天体観測の記録からも、これが適切であることが導ける。そのため、この記録は古代オリエントの編年を決定するための絶対的な証拠として非常に重要である。
現代の計算によれば、この日食は皆既日食であり、アフリカ・アジア・ヨーロッパの広範囲で部分日食が見られた。アフリカ西端のヴェルデ岬近傍で始まった皆既帯はサハラ砂漠を横断して地中海に入りキプロス島を通過した後、歴史的シリアに上陸してアッシリア北部に達した。アッシリアを通過した皆既帯はカスピ海南部を横断し、この東岸（現在のトルクメニスタン、北緯38度54分 東経54度18分 / 北緯38.9度 東経54.3度）で協定世界時8時14分1秒に食分1.05962で最大食を迎えた。この地点では5分間皆既日食が見られた。その後、皆既帯は中央アジア、チベット高原を通って中国華南地方から南シナ海に出て、ルソン島を通過した。そして、フィリピン海に入ったところで日没となり皆既日食は終了した。

## 聖書における位置づけ
ブル・サガレの日食はイスラエル王国のヤロブアム2世（前786年-前746年）の治世半ばに、アッシリアの首都ニネヴェにおいて発生した。『旧約聖書』「列王記」14:25の記述によれば、預言者ヨナはヤロブアムの治世に生き予言を行っていた。聖書学者ドナルド・ワイズマンはこの日食はヨナがニネヴェに着き、その地の人々に向けて罪を悔い改めなければニネヴェは滅びると説いた頃に発生したものではないかと推測している。このことはヨナ書に記載されているニネヴェの人々の劇的に懺悔の理由であるかもしれない。アッシリアを含む古代の文化においては、日食は差し迫った破壊の兆候であると見なされており、当時のアッシリア帝国は反乱、飢饉、二度にわたる疫病の苦しみの中で混乱状態にあった
預言者アモスもこの日食に言及している。アモスもヤロブアム2世の治世中に説教を行っており、「アモス書」5:8 & 8:5,9にはこの日食への言及がある。これらの予言においてアモスはこの日食を破滅の予言であるとしてユダヤ人たちに悔い改めるよう忠告している。